# Запишний Андрій Васильович
Андрій Васильович Запишний (нар. 8 квітня 1972, Одеса, УРСР) — український футболіст, півзахисник та нападник.

## Життєпис
Вихованець ДЮСШ «Чорноморець». Перший тренер — М. Рибцов. Розпочинав грати в 1991 році в клубній команді СКА (Одеса).
7 березня 1992 року в складі клубу СК «Одеса» в поєдинку з «Нафтовиком» (0:1) дебютував у вищій лізі чемпіонату України. Згодом грав у командах «Енергія» (Іллічівськ), «Колос» (Новокрасне), «Артанія» (Очаків), СК «Миколаїв».
У 1994 році переїхав до Німеччини, де продовжив виступи в клубах третьої бундесліги та регіональної ліги. У команді «Плауен» зіграв понад 300 матчів.